# Nokia 3510
Il Nokia 3510 è un telefono cellulare prodotto dall'azienda finlandese Nokia. Lanciato nel 2002, è stato affiancato alla fine dello stesso anno dal Nokia 3510i, versione evoluta con display a colori, suonerie polifoniche e supporto Java.

## Caratteristiche tecniche[1]
- Dimensioni: 118 × 42-50 × 18-21 mm
- Massa: 105 g
- Risoluzione display: 96 × 65 pixel, monocromatico
- Batteria agli ioni di litio da 950 mAh (BLC-2)
- Rubrica fino a 500 contatti, 20 chiamate effettuate, 10 ricevute e 10 perse
- Browser WAP 1.2.1
- Orologio, sveglia, cronometro, calcolatrice e convertitore
- 5 giochi preinstallati (Kart Racing, Bumper, Space Impact 2, Dance2Music, Link5) e download di giochi via WAP
- Durata batteria in conversazione: 270 minuti
- Durata batteria in standby: 260 ore (11 giorni).